# De Daltons (Lucky Luke)

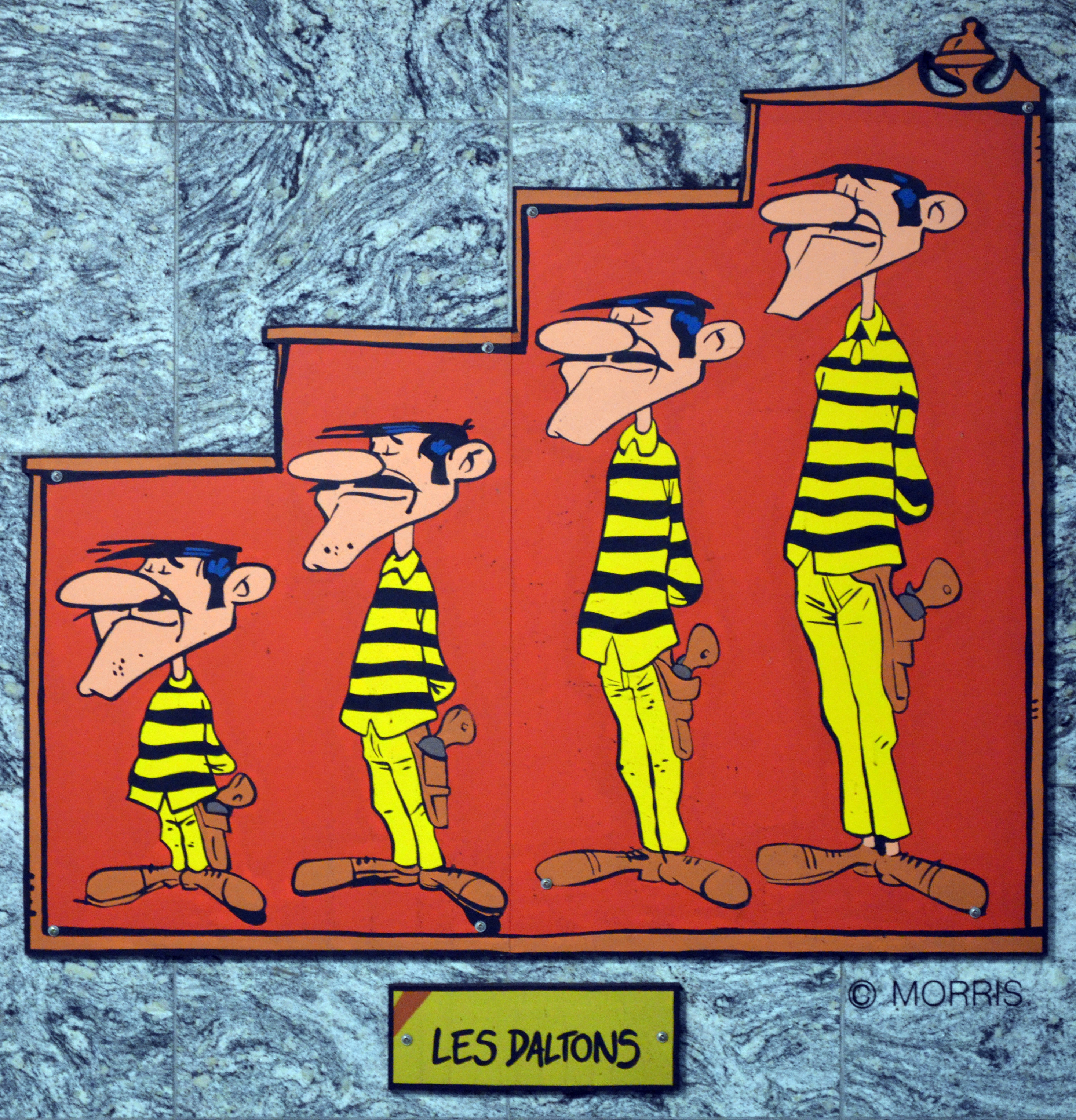
De gebroeders Dalton afgebeeld in Charleroi

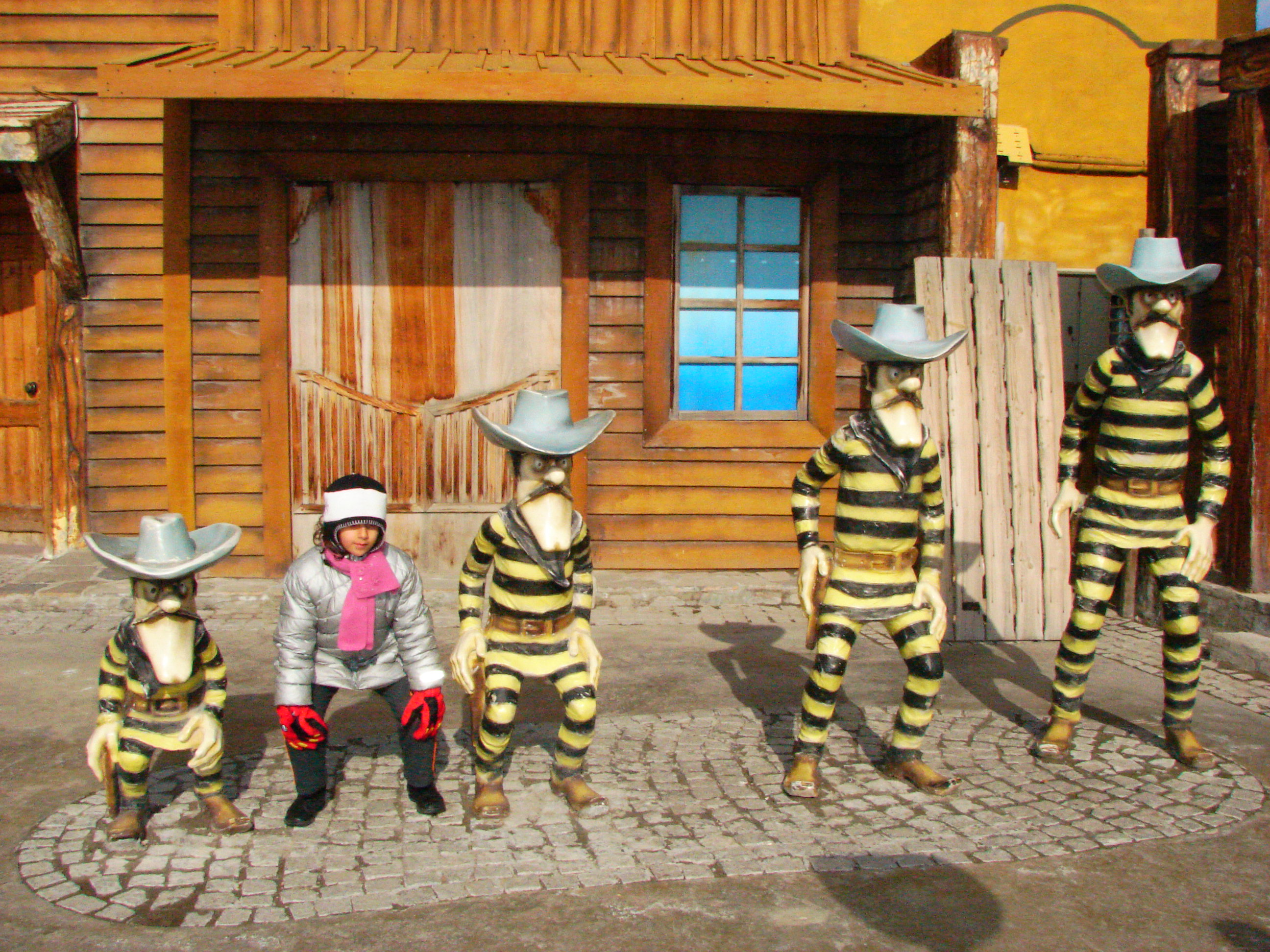
De gebroeders Dalton afgebeeld in een attractiepark in Ankara

De Daltons is de naam voor twee misdaadbendes uit de Lucky Luke-stripverhalen: de 'echte' Daltonbende, en de hierop gebaseerde fictieve neven Dalton. Die tweede groep is het bekendst daar zij in veel albums mee hebben gespeeld.

## De echte Daltons
In het album Vogelvrij krijgen de broers Bob, Bill, Grat en Emmett Dalton het met Lucky Luke aan de stok. Zij zijn gebaseerd op de historische Daltonbende. Ze vormen in het album duidelijk een grotere bedreiging dan de later geïntroduceerde neven Dalton, en zijn ook een stuk serieuzer. Aan het eind van het verhaal komen ze allemaal om het leven in het plaatsje Coffeyville, dezelfde stad waar in werkelijkheid ook twee van de Daltons de dood vonden.
Later gold voor stripfiguren de norm dat ze nooit mochten doodgaan.

## De neven Dalton
René Goscinny, de scenarioschrijver van de latere Lucky Luke-verhalen, vond het zo jammer dat hij de gebroeders Dalton niet meer kon laten optreden, dat hij vier nieuwe Daltons bedacht voor het verhaal De neven Dalton: Joe, William, Jack en Averell Dalton. Deze vier broers zijn neven van de oorspronkelijke Daltons, en lijken ook sprekend op hen. Het zijn deze Daltons die in veel latere Lucky Luke-verhalen optreden. Ook komen ze af en toe voor in de Rataplan-strips.
Hoewel de familie Dalton uit meer leden bestaat, wordt met De Daltons over het algemeen onderstaand viertal aangeduid:
Joe DaltonDe oudste, kleinste, driftigste maar waarschijnlijk ook de slimste Dalton. Hij komt vaak met (gemene) ideeën op de proppen. Hij is de leider van het stel. Van alle Daltons haat Joe Lucky Luke het meest. Hij wordt al driftig als hij enkel de naam "Lucky Luke" hoort. Ook gevangenishond Rataplan en de opmerkingen van broer Averell zijn vaak de aanleiding van zijn driftbuien. Meestal is Averell degene waarop Joe zich afreageert.
William en Jack DaltonDe middelste broers, ietwat kleurloos qua persoonlijkheid. Ze dienen vooral als buffer tussen Joe en Averell: hun rol is Joe kalmeren en Averell tegenhouden. Bij hun eerste optreden was Jack een trigger-happy wapenmaniak terwijl William zich wijdde aan vermommingen, maar die eigenschappen verdwenen in de volgende albums. William is gewoonlijk de kortste van de twee, maar dat is niet altijd zo: in het album Dalton City is William de langste.
Averell DaltonHij is de grootste, hongerigste, lompste, maar vooral de domste van het stel. Hij heeft een hart van goud, iets wat Lucky Luke vaak gebruikt om de Daltons weer te vangen. Zijn domme opmerkingen zorgen voor veel woede bij Joe, die dan de neiging heeft hem naar de keel te vliegen. Hij is geobsedeerd door eten, en vraagt dan ook vrijwel altijd of het al etenstijd is. Hoewel Averell altijd het onderspit delft in zijn gevechten met Joe, is hij toch de sterkste van de Daltons. Zowel in het album De Neven Dalton als in De Daltons in de Blizzard blijkt hij een bedreven bokser te zijn die zich zelfs tegen Lucky Luke staande kan houden.

## Andere leden van de familie Dalton
Ma DaltonDe moeder van de broertjes. Zij wordt gezien als zielig oud vrouwtje, maar doet mee in een aantal duistere zaken. Ze werd geïntroduceerd in het album Ma Dalton (1971). In het begin van dit album gedroeg ze zich nog wel netjes. Ze had alleen de vreemde gewoonte om bij het boodschappen doen de winkeliers te 'overvallen' zoals haar zonen altijd een bank beroven. De winkeliers, die ten onrechte dachten dat haar revolver niet werkte en dat ze niet kon schieten, speelden haar spelletje gewoon mee. Dit veranderde toen haar zonen haar weer eens opzochten, en ze zich met crimineel werk bezig ging houden.
Ma houdt het meest van Averell en ze deinst er ook niet voor terug Joe een pak slaag te geven als hij Averell mishandelt. Ma Dalton is gebaseerd op Kate "Ma" Barker.
Pa DaltonDe vader van de Daltons is een onzichtbaar personage. Hij verschijnt nooit in de strip, maar er wordt geregeld over hem gesproken. Uit de dialogen is af te leiden dat hij een kluizenkraker was, maar om het leven is gekomen toen hij een kluis wilde opblazen met dynamiet. Het schijnt dat vooral Joe qua gedrag sterk op zijn vader lijkt.
Oom MarcelHij is de oom, een bankier in Zwitserland en volgens de Daltons een schande voor de familie omdat hij de enige is die op het rechte pad is. Hij verscheen in het verhaal Marcel Dalton (1998).
Oom HenryKomt in geen enkel stripverhaal voor, maar is wel een belangrijk personage in de strip en de film De Ballade van de Daltons, waarin Henry een testament laat opmaken waarin staat dat Joe, Jack, William en Averell zijn hele fortuin zullen krijgen als zij de rechter en de juryleden uit de weg ruimen. Lucky Luke moet hier getuige van zijn en na afloop aan de notaris vertellen dat het gelukt is.

## In andere media
De Daltons spelen mee in meerdere animatiefilms gebaseerd op de strips:
- Daisy Town (1971)
- La Ballade des Dalton (1978)
- Les Dalton en cavale (1983)

De Daltons komen geregeld voor in afleveringen uit de animatieseries Lucky Luke en De nieuwe avonturen van Lucky Luke.
In de jaren negentig speelden de Daltons mee in de live-actionfilms Lucky Luke en Lucky Luke 2, en de hierop volgende televisieserie. De rollen werden hierin vertolkt door Ron Carey, Dominic Barto, Bo Greigh en Fritz Sperberg.
In 2004 kregen de Daltons hun eigen live-actionfilm getiteld Les Dalton, waarin de rollen worden vertolkt door Éric Judor, Romain Berger, Saïd Serrari en Ramzy Bédia. In de film vindt het viertal een magische sombrero, die de drager onzichtbaar kan maken. Ma Dalton komt ook in de film voor. Lucky Luke heeft in de film slechts een bijrol. De film kreeg over het algemeen negatieve kritieken, omdat volgens fans de film niet dezelfde humor als de strips had.
In 2010 kregen de Daltons een eigen animatieserie getiteld Les Dalton, bestaande uit 78 afleveringen van elk 8 minuten.

## Trivia
Op het windturbine-park van Electrawinds op het industriegebied Evolis (langs de E17 ter hoogte van afrit Kortrijk-Oost / Zwevegem) werden in de zomer van 2009 vier windturbines geplaatst met de namen Joe, William, Jack, en Averell. Elke windturbine kreeg de tekening van de overeenkomstige Dalton-figuur met een beknopte karakterschets van de stripfiguur. De vier turbines staan op een helling en hebben allen een andere hoogte, net zoals de vier Daltons. De windturbines zijn bereikbaar voor het publiek.